# 转战陕北
《转战陕北》是中國画家石魯的国画代表作，创作于1959年，现藏於中国国家博物馆。

## 题材
作品是中华人民共和国建国十周年之际，中国革命博物馆委托石魯创作的。作品的题材，取自第二次国共内战（解放战争）的1947年至1948年，国民党军采取重點進攻战略，胡宗南奉蒋介石命令进军延安，中共中央被迫撤离延安，采用“蘑菇战术”击败胡宗南部。 作品中，石鲁创造性地以山水为主表达历史题材，以壮阔的画面暗示宏大的历史场景。画面的主体是陕北的群山，毛泽东与警卫员只占画面小小的一部分。画作在空间处理上兼用深远法和高远法。近景使用高远法，用纪念碑式的构图、厚重的笔墨烘托出雄壮气魄。远景使用深远法，色彩浓淡交错，构造出无穷的空间、广远的意境。

## 评价
作品完成后广受好评，评论认为石鲁的作品打破了山水画和人物画的界限，革新了中国画的格局。评论认为，《转战陕北》一画构思独特，意境深远，大气磅礴，是“革命历史题材绘画的经典”。1964年，转折出现了。一名解放军高级将领参观中国革命博物馆时指出，石鲁的《转战陕北》把毛泽东画成了悬崖勒马、走投无路。虽然该高官并未下令封存此作品，但是馆方还是把画作取下，放在了库房里，一直放了15年，直至1979年举办石鲁书画展才重新与公众见面。画被撤下的同一年，石鲁开始受到肝病的折磨，文革开始后遭到批斗，罪名是“野、乱、黑”的黑画。石鲁后来被关进牛棚，还一度进入精神病院。

## 其它
由于长期展出，2011年时《转战陕北》已经出现了严重的污损和崩裂，中国国家博物馆对画作进行修复，修复工作取得了成功。